# 78 TCN
Năm 78 TCN là một năm trong lịch Julius. 